# Карл Август фон Саксония-Ваймар-Айзенах
Карл Август Вилхелм Николаус Александер Михаел Бернхард Хайнрих Фридрих Стефан фон Саксония-Ваймар-Айзенах (на немски: Karrl August Wilhelm Nicolaus Alexander Michael Bernhard Heinrich Friedrich Stephan von Sachsen-Weimar-Eisenach) е наследствен велик херцог на Саксония-Ваймар-Айзенах и херцог на Саксония.

## Живот
Той е единственият син на велик херцог Карл Александер фон Саксония-Ваймар-Айзенах (1818 – 1901) и съпругата му принцеса София Нидерландска (1824 – 1897), дъщеря на крал Вилхелм II Нидерландски (1792 – 1849) и руската велика княгиня Анна Павловна (1795 – 1865), дъщеря на руския цар Павел I (1754 – 1801). Внук е на Карл Фридрих фон Саксония-Ваймар-Айзенах (1783 – 1853) и руската велика княгиня Мария Павловна, дъщеря на цар Павел I и сестра на Александър I. Баща му е брат на кралица Августа Сакс-Ваймарска, съпругата на пруския крал Вилхелм I.
Карл Август следва в университетите в Йена, Лайпциг и Хайделберг. Той служи във войската във Велико херцогство Саксония и е лейтенант в руската войска в Ингерманландия.
Майка му е след Вилхелмина Нидерландска следващата в наследството на нидерландския трон. Като възможен кандидат за нидерландския трон Карл Август научава добре да говори и пише на холандски.
Заради хронично заболяване той отива в Мантон във Франция и умира на 20 ноември 1894 г. на 50 години в Кап Мартен шест години преди баща си и затова на трона идва най-големият му син Вилхелм Ернст. Карл Август е погребан в княжеската гробница във Ваймар.

## Фамилия
Карл Август се жени на 26 август 1873 г. във Фридрихсхафен за втората си братовчедка принцеса Паулина фон Саксония-Ваймар-Айзенах (* 25 юли 1852, Щутгарт; † 17 май 1904, Орте, Италия), дъщеря на принц Херман фон Саксония-Ваймар-Айзенах и принцеса Августа фон Вюртемберг, най-малката дъщеря на крал Вилхелм I фон Вюртемберг. Те имат двама сина: 
- Вилхелм Ернст Карл Александер Фридрих Хайнрих Бернхард Алберт Георг Херман (1876 – 1923), велик херцог на Саксония-Ваймар-Айзенах (1901 – 1918), женен I. на 30 април 1903 г. в Бюкебург за принцеса Каролина Ройс-Грайц (1884 – 1905), II. на 14 януари 1910 г. в Майнинген за принцеса Феодора Карола Шарлота фон Саксония-Майнинген (1890 – 1972)
- Бернхард Карл Александер Херман Хайнрих Вилхелм Оскар Фридрих Франц Петер (1880 – 1900), принц на Саксония-Ваймар-Айзенах, неженен

- Паулина фон Саксония-Ваймар-Айзенах
- Наследствен велик херцог Карл Август (дясно) и фамилия, 1886/1887